# Dompierre-sous-Sanvignes
Dompierre-sous-Sanvignes är en kommun i departementet Saône-et-Loire i regionen Bourgogne-Franche-Comté i östra Frankrike. Kommunen ligger i kantonen Toulon-sur-Arroux som tillhör arrondissementet Charolles. År 2022 hade Dompierre-sous-Sanvignes 77 invånare.

## Befolkningsutveckling
Antalet invånare i kommunen Dompierre-sous-Sanvignes
| Referens: INSEE |